# 이방실
이방실(李芳實, 1298년~1362년 음력 2월 29일)은 고려 말기의 무신이다.

## 약력
함안현(咸安縣) 사람이다. 충목왕이 원나라에 있을 때부터 충목왕을 호종해 그 공으로 중랑장(中郞將)이 되었고 뒤이어 호군(護軍)과 전 100결을 하사받았다.
공민왕(恭愍王) 3년(1354년) 대호군(大護軍)으로 옮겼는데, 선성(宣城)에서 다루가치(達魯花赤) 노연상(魯連祥)이 반란을 일으키자 용주(龍州)의 병사를 거느리고 몰래 강을 건너 곧장 연상의 집으로 쳐들어가 부자를 찔러 죽이고 머리를 수도로 보냈다(《신증동국여지승람》). 6월에 원나라에서 남쪽의 장사성(張士誠)이 일으킨 농민반란을 진압하기 위한 군사를 고려에 요구하면서 고려의 장수들을 발탁해 연경(燕京)까지 오게 했는데, 이때 이방실의 이름도 포함되어 있었다.
왜구가 교동을 침범하여, 개경에 계엄령이 내려지기까지 했던 공민왕 7년(1358년)에 서경군민만호부만호(西京軍民萬戶府萬戶)가 된 경천흥(慶千興)의 편비(偏裨)를 맡았다.
공민왕 8년(1359년) 원에서 일어난 한족의 농민반란인 홍건적 지도자의 한 명인 모거경(毛居敬)이 이끄는 무리 4만이 압록강을 넘어 고려로 쳐들어왔고(제1차 홍건적의 난) 의주(義州)와 정주(靜州) · 인주(麟州) 등지를 점령하고 약탈하였다. 이때 안우(安祐), 이음(李蔭), 이인우(李仁祐) 등과 함께 철주(鐵州)에서 홍건적을 격퇴시켰다. 공민왕 9년(1360년) 1월 16일에는 다시 철화(鐵化)에서 맞닥뜨린 홍건적 1백여 급을 베고, 27일에는 상만호(上萬戶)가 되어 당시 용강(龍岡) · 함종(咸從) 등지까지 물러나 있던 홍건적을 공격하였는데, 미처 고려군이 진을 치기도 전에 공격한 홍건적에게 밀려 패할 뻔 하기도 했으나 안우 등과 함께 후군을 맡아서 홍건적이 더 쳐들어오지 못하게 막아냈으며, 함종에서 홍건적의 목책에 대한 대규모 공격을 가하여 2만 급을 죽이고 지휘부의 침자(沈刺) · 황지선(黃志善) 등을 사로잡았다. 홍건적이 증산현(甑山縣)으로 달아나자 이방실은 2월 16일에 다시 정예 기병 1천 기를 거느리고 그들을 연주강(延州江)까지 추격하고 안우 · 김득배 · 김어진 또한 정예 기병으로 이방실의 뒤를 따랐는데, 수천 명이 얼음에 빠져 죽는 피해를 내며 강을 건너간 홍건적은 강 건너편에서 다시 항거할 모습을 보였고 고려군은 홍건적이 죽음을 각오하고 싸울 것을 걱정하여 군사를 정비해 일단 물러났으나, 그날 밤에 홍건적이 달아나자 이방실은 이른 새벽에 군사들을 먹여 뒤쫓았고, 이때 안주(安州)에서 철주(鐵州)에 이르는 길에 쓰러져 죽은 홍건적의 시체가 깔려 있었다고 한다. 옛 선주(宣州)까지 이른 이방실은 경기병으로 홍건적 수백 명을 죽였고 적이 다시 죽음을 각오하고 맞서자 사람과 말이 많이 지친 것을 걱정하여, 다시 군사를 정비해 물러났다. 살아남은 홍건적 3백여 명은 하룻밤 사이에 의주까지 달아나서 압록강을 건너갔고, 이방실 · 안우 등이 뒤쫓았으나 따라잡지 못했다.
개선한 뒤인 3월 26일에 추성협보공신(推誠恊輔功臣)에 추밀원부사(樞密院副使)가 되었다. 여름 4월에 홍건적은 다시 70여 척의 수군을 거느리고 서해도(西海道)의 풍주(豐州) 벽달포(碧達浦)와 서경의 덕도(德島)ㆍ석도(席島) 등지에 정박해 봉주(鳳州)의 성문을 불태우고, 1백여 척으로 안악(安岳)에서 돈과 곡식을 약탈하였으며 황주(黃州)ㆍ안주까지 쳐들어왔고, 이방실은 4월 3일에 예주(豐州)에서 홍건적을 쳐서 30여 급을 베었다. 홍건적 선단이 물러간 뒤인 17일에 공민왕은 군신들에게 연회를 베풀며 이방실에게 옥대(玉帶) · 옥영(玉纓)을 내렸는데, 노국공주가 「전하께서는 어찌 이토록 지극한 보배를 아끼지 않으시고 남에게 주시나이까.」라고 묻자 「우리 종묘 사직을 폐허가 되지 않게 하고, 백성들을 어육(魚肉)이 되지 않게 한 것은 모두 이방실의 공이다. 내가 살을 베어 줘도 이 공에 보답할 수 없는데 이러한 보물쯤이겠는가.」라고 대답했다.
한편 반성(潘誠)ㆍ사류(沙劉)ㆍ관선생(關先生)ㆍ주원수(朱元帥) 등이 이끄는 홍건적 10만 명이 공민왕 10년(1361년) 10월 14일에 다시 압록강을 건너 쳐들어와 삭주(朔州) · 니성(泥城)을 약탈했고(제2차 홍건적의 난) 이방실은 서북면도지휘사(西北面都指揮使)가 되고 동지추밀원사(同知樞密院事) 이여경(李餘慶)이 절령(岊嶺)에 파견되어 목책을 쌓았다. 11월 2일에 홍건적이 무주(撫州)까지 이르자, 이방실은 적은 많고 아군은 적다고 생각하고 군사를 거두어 물러나면서, 순주(順州) · 은주(殷州) · 성주(成州)의 3주와 양암현(陽岩縣) · 수덕현(樹德縣) · 강동현(江東縣) · 삼등현(三登縣) · 상원현(祥原縣)의 다섯 현의 백성들과 그 곡식을 절령 목책으로 옮길 것을 조정에 청했고 왕은 이것을 허락하였다.
이후 이방실은 판사농사(判司農事) 조천주(趙天柱), 좌승(左丞) 류계조(柳繼祖), 대장군 최준(崔準) 등을 박주(博州)로 보내 적을 쳐서 이기고, 다시 안우, 지휘사(指揮使) 김경제(金景磾)와 더불어 개주(价州)에서 홍건적을 쳐서 150여 명을 베었으며, 1백 기(騎)의 군사로 연주(延州)에서 20여 급을 베었다. 그러나 안주(安州)에서 홍건적의 습격을 당해 고려군은 패하고 상장군 이음과 조천주도 전사했으며 김경제는 사로잡혔다. 공민왕은 밀직제학(密直提學) 정사도(鄭思道) · 김두(金㺩)를 더 보내어 절령의 목책을 지키게 했지만, 홍건적은 밤중에 복병 1만여 명을 목책 가까운 옆에 숨겨두었다가 새벽에 닭이 울자 철기(鐵騎) 5천으로 목책의 문을 쳐서 부수었다. 고려군은 크게 패하고 안우 · 김득배 등은 단기(單騎)로 도망쳤다.
공민왕은 남쪽으로 파천할 생각을 굳혔고, 김용 · 안우· 이방실 · 최영 등의 만류에도 11월 19일, 개경을 떠나 남쪽의 복주(福州)로 향했다. 24일에 개경은 홍건적에게 함락되었다. 이듬해인 공민왕 11년(1362년) 1월 17일, 안우 · 이방실 · 김득배 · 황상(黃裳) · 한방신(韓方信) · 이여경 · 안우경(安遇慶) · 이귀수(李龜壽) · 최영(崔瑩) · 이성계 등이 20만 군사를 거느리고 동쪽 교외의 천수사(天壽寺) 앞에 주둔하였으며, 여러 장수들이 개경을 포위하고 총병관 정세운이 도솔원(兜率院)에서 군사를 지휘했다. 18일에 사면에서 총공격하여 개경을 탈환하였다.
그러나 일찍부터 총병관 정세운과 사이가 좋지 않았던 김용이 정세운을 제거하고 그 죄를 다른 곳으로 돌리고자, 공민왕의 교지를 위조하여 자신의 조카인 전 공부상서 김림의 편으로 안우, 이방실에게 보내어 그들이 정세운을 죽이도록 부추겼다. 안우와 이방실은 김득배를 설득해 1월 22일, 술자리를 마련하여 사람을 시켜 정세운을 초청한 뒤, 정세운이 도착하자 장사들을 시켜 좌중에서 때려 죽였다. 정세운이 죽은 다음날인 23일에 승전 소식이 복주의 공민왕에게 전해졌고, 왕은 정세운이 죽었다는 소식에 직문하(直門下) 김진(金瑱)을 보내 여러 장수들에게 정세운을 죽인 것을 용서할 뜻을 밝히고 또한 왕이 있는 곳으로 올 것을 권하여 그들의 마음을 안심시키려 했는데, 복주수(福州守) 박지영(朴之英)이 재상들에게 「이방실이 홀로 세운을 죽였고 우 등도 또한 해를 입었다.」고 전하여, 왕은 다른 변이 있을 까 두려워 곧 김진을 불러들이고 친히 군사를 일으키려 했는데, 판태의감사(判太醫監事) 김현(金賢), 상장군 홍사우(洪師禹)가 와서 여러 장수들이 정세운을 비난한 내용이 담긴 글을 왕에게 바쳤고 왕은 그제야 기뻐하며 다시 김진 등을 보내 여러 장수들을 용서하겠다는 명을 반포하게 하였다(《고려사절요》). 아울러 28일, 지주사(知奏事) 원송수(元松壽)를 보내어 여러 장수들에게 옷과 술을 내리면서, 이방실에게 중서평장정사(中書平章政事)를 주었다.
정세운을 죽인 김용은 2월 29일에 행재소로 온 안우를 목인길을 시켜 끌어내 죽인 뒤, 공민왕을 달래어 「안우 등이 충성하지 못하여 제마음대로 정세운을 죽였기 때문에 그는 이미 죄를 받았다. 김득배와 이방실을 붙잡아 오는 자는 중한 상을 준다.」는 방을 붙이고 대장군 오인택(吳仁澤), 만호 박춘(朴椿)ㆍ김유(金庾)ㆍ정지상(鄭之祥) 등을 나누어 보내 그들을 체포하게 하였다. 이 날 이방실은 왕이 있는 행재소(당시 왕은 복주를 떠나 상주에 있었다)에 나아가려고 용궁현(龍宮縣)까지 왔었는데, 박춘이 왕의 교지가 있다고 하여 이방실이 뜰에 내려가 꿇어앉자 오인택이 칼을 뽑아 이방실을 쳤다. 이방실은 곧 넘어져 기절하였다가 한참 만에 다시 깨어나 담을 넘어 도망쳤고, 박춘이 그를 쫓아가 붙잡자 이방실은 박춘이 차고 있던 칼을 빼앗아 맞서려 했으나 정지상이 뒤에서 이방실을 쳐서 죽였다고 한다.

## 일화
조선 초의 문인인 성현의 《용재총화》에는 이방실의 일화가 두 편 수록되어 있다.
도적을 만난 이방실
이방실이 일찍이 서해도에 갔다가 길에서 우연히 훤칠하고 키가 큰 사내 한 사람을 만났다. 그는 활과 화살을 손에 들고 이방실이 탄 말 앞에서 「영공(令公)은 어디로 가십니까. 모시고 가겠습니다.」라고 청했는데, 사실 사내의 정체는 도적이었다. 이방실은 그 사람이 도적임을 알아챘지만 두려워하지 않고 그것을 허락했다. 10리쯤 가다가 사내가 논 한가운데 앉아있는 비둘기 한 쌍을 가리키며 「공(公)은 쏠 수 있습니까.」라고 물었고, 이방실은 화살 한 발로 두 마리를 명중시켜 보였다. 날이 저물어 빈 집에서 하룻밤을 묵게 되었는데, 이방실은 잠깐 동안 말을 보고 오겠다며 차고 있던 활과 화살을 도적에게 주고는 마굿간에 웅크리고 앉았다. 드디어 도적이 마굿간 안으로 활을 쏘아댔고, 이방실은 날아오는 화살들을 일일이 손으로 잡아 마구간에 끼어 두었다. 화살이 모두 떨어지고 도적은 이방실에게 빌면서 살려 달라고 하였는데, 이방실은 옆에 있던 상수리나무 위로 몸을 위로 솟구쳐 나뭇가지 끝을 휘어잡으며 한 손으로 도적의 머리칼을 붙잡아 나뭇가지 끝에다 매고는 칼로 머리 가죽을 벗겼다. 휘어졌던 나뭇가지가 튕겨져 솟구치면서 그 탄력으로 도적의 머리칼은 그 자리에서 모조리 뽑혀버린 채 몸은 땅바닥에 나뒹굴었다. 그대로 이방실은 돌아보지도 않고 가버렸다.
세월이 흘러 지위도 높아지고 지긋한 나이가 된 이방실이 다시 예전 자신이 갔던 그곳을 지나다가 어느 농가에서 하루를 머물게 되었는데, 그 집은 매우 큰 부잣집이었다. 지팡이를 짚고 나와 이방실을 맞이한 주인 노인은 크게 술상을 차려 이방실을 대접했고, 술이 취하자 노인이 눈물을 흘리면서 이런 이야기를 했다. 「내가 젊었을 때는 용맹스러운 것만 믿고 도적이 되어 숱한 사람을 죽이고 약탈을 일삼았습니다. 그러다 한 소년을 만났는데, 비할 수 없이 용맹스러운 자였습니다. 그를 해치고자 하였으나 도리어 내가 해를 입고 죽다가 살아났지요. 그 뒤로 개과천선하여 농업에 힘을 쏟아 다시는 사람들의 물건을 빼앗지 않게 되었습니다.」 이야기를 마치고 모자를 벗은 노인의 머리는 반질반질하여 머리칼이 하나도 없었다.
이방실의 누이동생
이방실에게 누이동생이 한 명 있었는데, 오빠와 마찬가지로 용감하고 맹렬한 성품이었다. 항상 작은 나뭇가지를 벽에 꽂아두고 남매가 나뭇가지 위를 올라다니는데, 이방실이 올라가면 나뭇가지가 살짝 움직였지만 누이동생이 올라가면 움직이지 않았다. 그 누이동생이 비쩍 여윈 사동(使童)을 데리고 여윈 말을 타고 강남(江南)으로 건너가는데, 배를 타려는 사람들이 서로 먼저 건너려고 다투다가 그만 누이동생을 들어 내렸다. 누이동생은 몹시 화가 나서 노를 들어다 배를 타려던 사람들을 마구 두들겨 팼는데, 그 굳센 모습은 마치 새매 같았다.

## 묘소
《이방실장군묘》가 위치한 곳의 현 행정구역명은 경기도 가평군 가평리 하색읍 산81번지로, 정부인(貞夫人) 진주 강씨(晋州姜氏)와 영산 신씨(靈山辛氏) 두 명의 부인을 합장한 무덤이다. 19.

## 이방실이 등장한 작품
- 《개국》(KBS, 1983년~1983년, 배우:김성겸)
- 《신돈》(MBC, 2005년~2006년, 배우:김춘기)

## 같이 보기
- 안우
- 김득배
- 홍건적의 난